# 4917 Yurilvovia
4917 Yurilvovia eller 1973 SC6 är en asteroid i huvudbältet som upptäcktes den 28 september 1973 av Krims astrofysiska observatorium på Krim. Den har fått sitt namn efter Yurij L'vov.
Asteroiden har en diameter på ungefär 8 kilometer och den tillhör asteroidgruppen Agnia.